# Gare de Keisei Kanamachi
La gare de Keisei Kanamachi (京成金町駅, Keisei Kanamachi-eki) est une gare ferroviaire située dans l'arrondissement de Katsushika à Tokyo au Japon. Cette gare est exploitée par la compagnie Keisei.

## Situation ferroviaire
Gare terminus, la gare de Keisei Kanamachi marque la fin de la ligne Kanamachi.

## Histoire
La gare a été inaugurée le 21 octobre 1913 sous le nom de gare de Kanamachi. La gare est renommée Keisei Kanamachi en 1931.

## Service des voyageurs

### Accueil
La gare dispose d'un bâtiment voyageurs, avec guichets, ouvert tous les jours.

### Desserte
- Ligne Keisei Kanamachi : direction Keisei Takasago

### Intermodalité
La gare de Kanamachi de la JR East est située à proximité.